# Alter Friedhof (Opole)

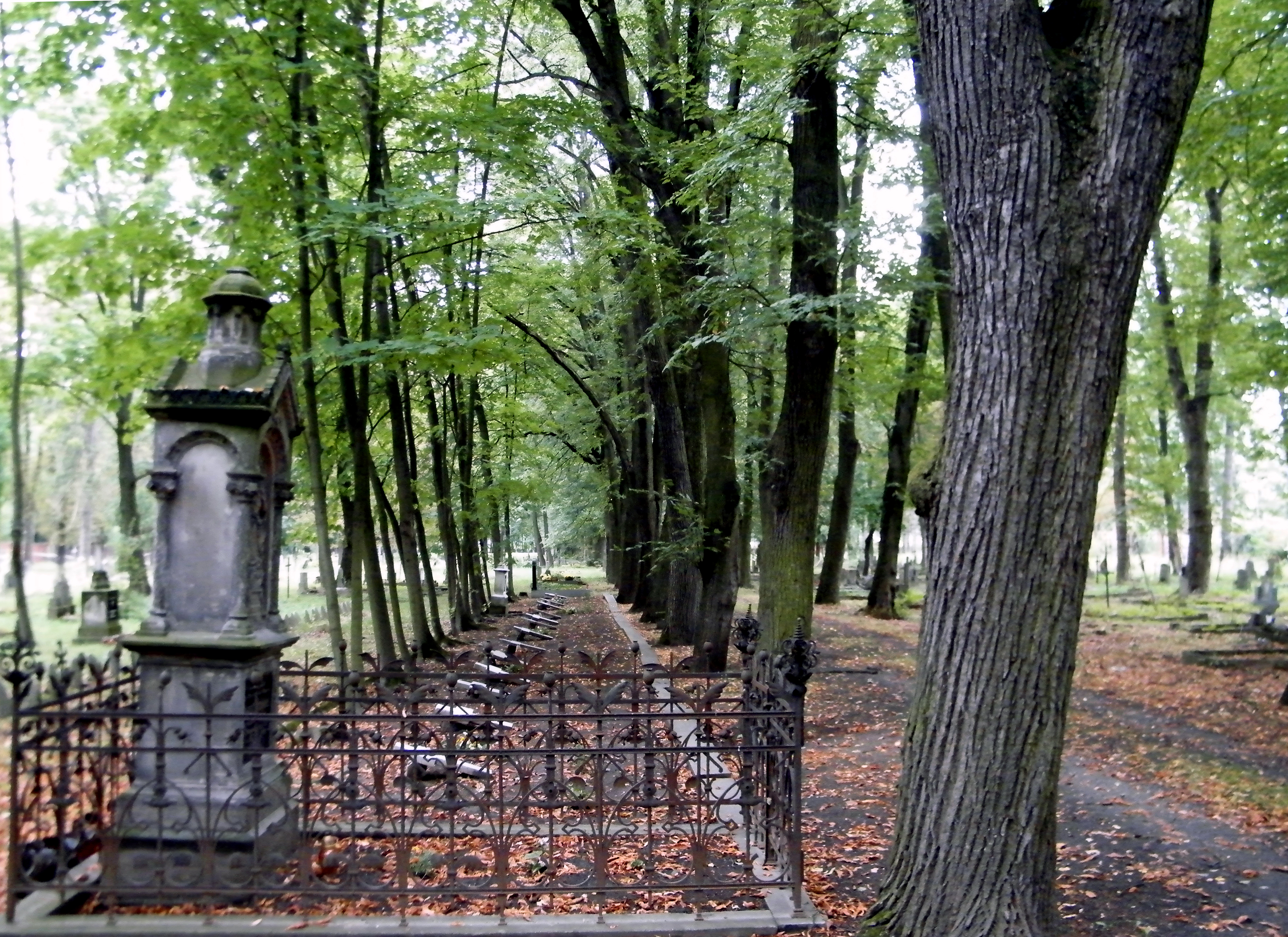
Allee auf dem Friedhof

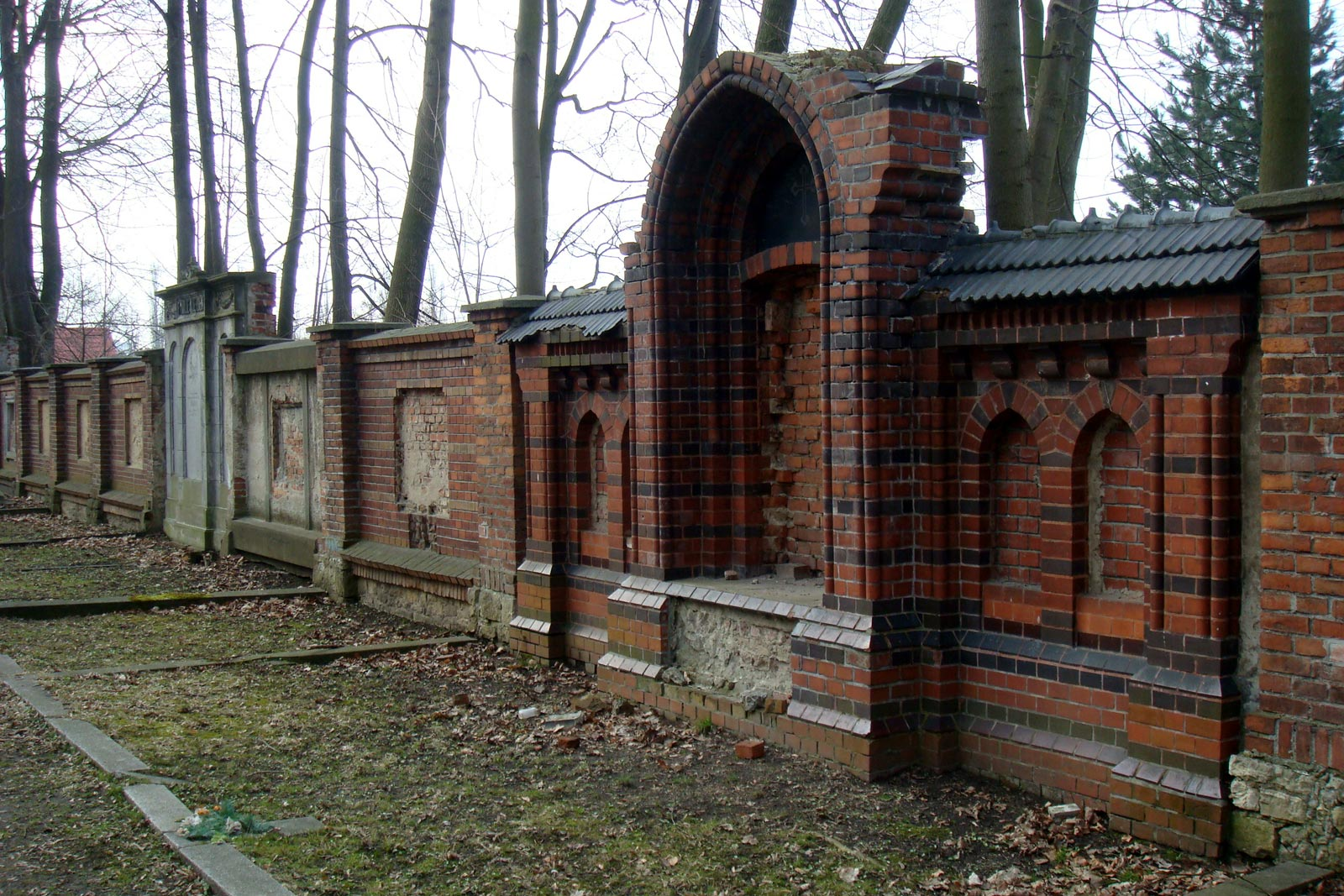
Erbbegräbnisse (Wandgräber) an der Friedhofsmauer

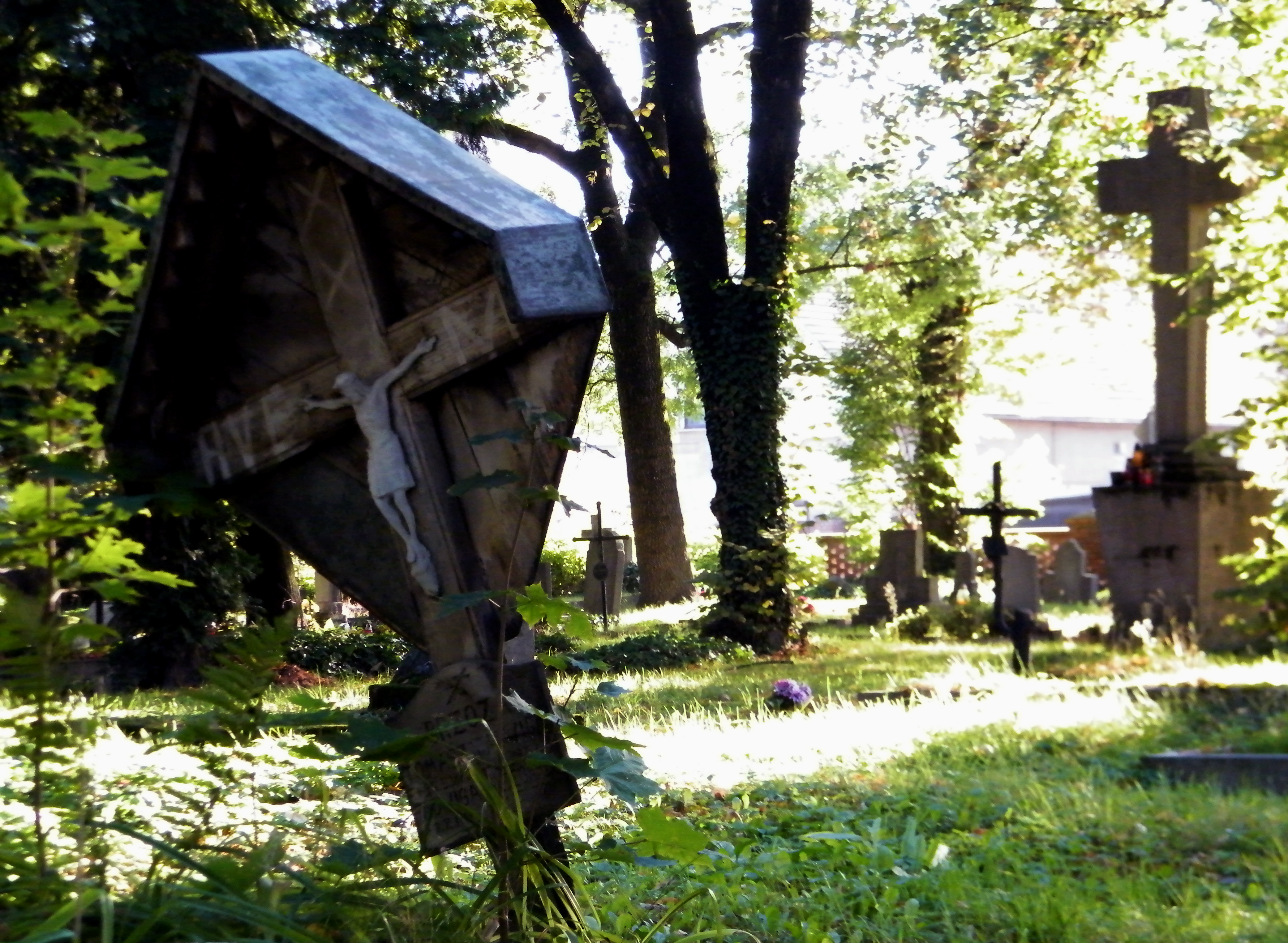
Hölzernes Grabmal

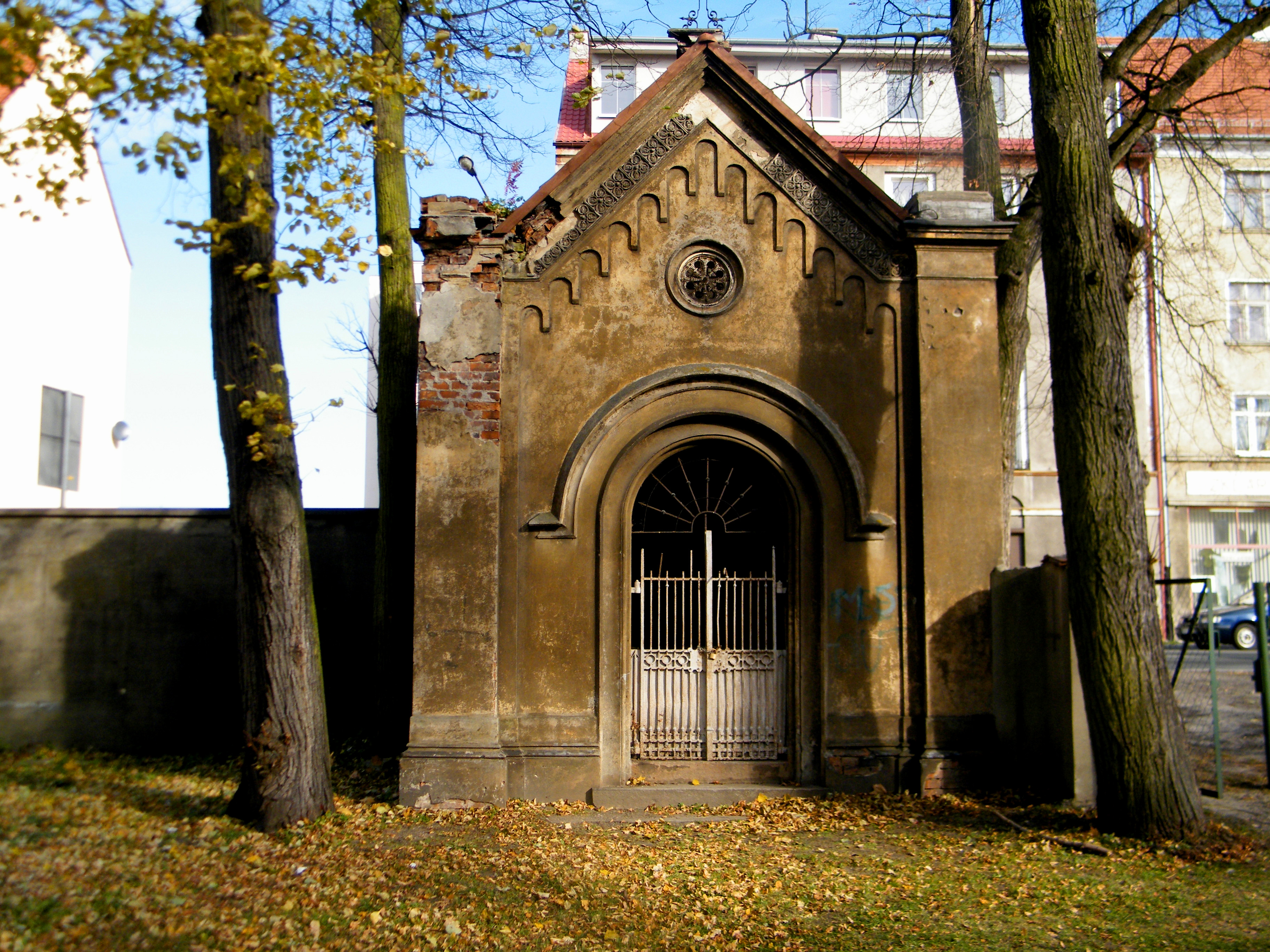
Grabkapelle / Mausoleum der Familie Beyer

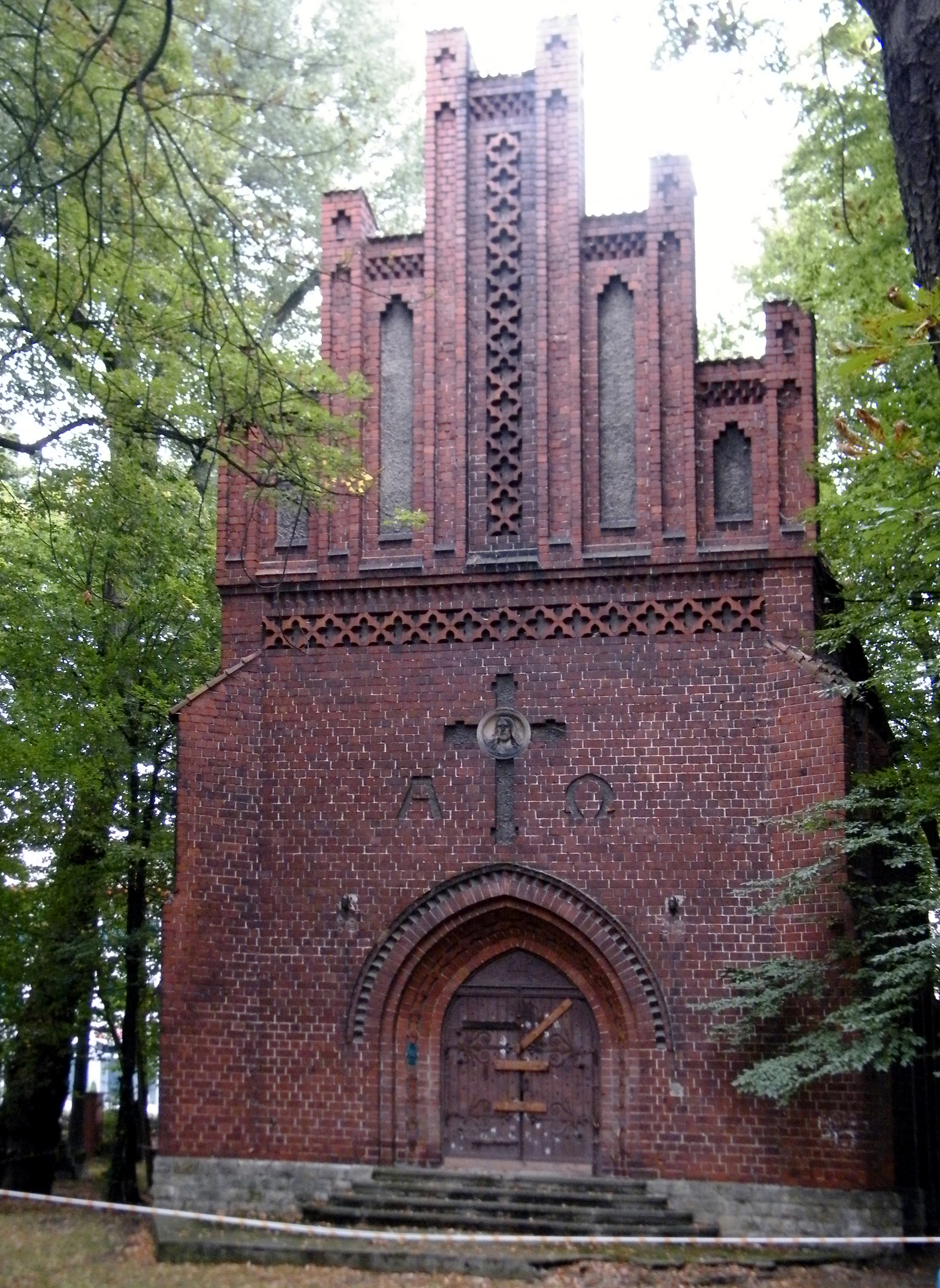
Friedhofskapelle

Der Alte Friedhof (gelegentlich auch Oderfriedhof genannt) in Opole (Oppeln) ist ein historischer Friedhof an der Ulica Wrocławska (Breslauer Straße) in der Odervorstadt, der im frühen 19. Jahrhundert angelegt wurde und sowohl von Katholiken als auch von Protestanten gemeinsam genutzt wurde. Er hatte heute insgesamt eine Größe von 6,5 Hektar, bis 1934 war er sogar 8 Hektar groß. Der älteste Teil im Süden wurde zu einer Grünanlage umgestaltet und teilweise für den Straßenbau bebaut.
Zu den größten Bauwerken auf dem Friedhof zählen die 1901–1902 erbaute Friedhofskapelle aus rotem Backstein-Mauerwerk im neogotischen Stil sowie die Grabkapelle der Familie Beyer im neoromanischen Stil und verputzter Fassade. Zudem gab es ein Friedhofsverwalterhaus, das mittlerweile abgerissen wurde und die Ruine des alten Leichenhauses.

## Geschichte
1810 verordnete der preußische Staat, dass Friedhöfe außerhalb der Stadtmauern angelegt werden mussten. In Oppeln dauerte die Suche, da kein geeignetes Grundstück gefunden wurde. Der Friedhof an der damaligen Breslauer Straße wurde 1813 neben dem Schießstand der Schützen provisorisch angelegt und im Dezember 1813 feierlich eingeweiht, da wegen einer Typhus-Epidemie und Nervenfiebers dringend eine Bestattungsstätte für die daran Verstorbenen benötigt wurde. Doch schließlich wurde dieser Standort dauerhaft als Friedhof für die Stadt genutzt.
Da der Friedhof in der Oderniederung und damit in einem Überschwemmungsgebiet liegt, wurde er mehrfach überflutet. Da außerdem das Grundwasser gelegentlich sehr hoch stand, waren zeitweise auch keine Beisetzungen möglich, und die Verstorbenen mussten auf Ersatzfriedhöfen bestattet werden. Ob diese Umstände auch die Verwesung der Leichen verhinderten und deshalb die Zweitbelegung von Gräbern erschwert war, ist nicht bekannt.
Der Friedhof wurde 1872–1873 in nordwestlicher Richtung erweitert. 1903 fand eine letzte Erweiterung des Friedhofs um weitere 1,1 Hektar im Nordteil statt. Am 1. April 1911 waren alle Grabfelder belegt, seitdem konnten nur noch alte aufgelassene Gräber erneut belegt werden. 1920 wurde der neue Hauptfriedhof weiter westlich bei Halbendorf angelegt. Danach fanden immer mehr Beerdigungen auf dem Hauptfriedhof statt, der alte wurde jedoch weiter genutzt. In den 1930er Jahren wurde die neue Straße nach Falkenberg durch den ältesten (südöstlichen) Teil des Friedhofs gebaut.
Als die Stadt 1945 unter polnische Verwaltung gestellt wurde, wurden die Grabsteine systematisch zerstört. Auf fast allen Grabsteinen wurden die deutschen Inschriften entfernt und Namenstafeln zertrümmert. Ein großer Teil der Grabsteine wurde schließlich dauerhaft entfernt. Von 1945 bis 1963 wurde der Friedhof erneut für Bestattungen genutzt. Zudem wurde ein Teil des Friedhofs entwidmet und zu einer öffentlichen Grünanlage umgestaltet. Von den ursprünglich 8 Hektar der Friedhofsanlage verblieben schließlich 6,5 Hektar.
Auch bei dem großen Oderhochwasser 1997 wurde der Friedhof überflutet und erlitt große Schäden. 2016 plante die Stadtverwaltung von Opole einen Hundepark auf dem Friedhof anzulegen, was zu Empörungen unter den deutschen Bewohnern und Politikern führte. Nachdem auf der geplanten Fläche bei Grabungen Grabsteine und Gräber gefunden wurden, wurden die Pläne verworfen.
Nachdem sich die Deutsche Minderheit aus der Region über mehrere Jahre für einen Denkmalschutz für den Friedhof und für seine Sanierung engagiert hatte, wurde der Friedhof 2020 unter Denkmalschutz gestellt. 2016 erhielt die Deutsche Minderheit im Rahmen des Bürgerbudgets finanzielle Mittel von der Stadt für ihr Projekt, mit dem sie die Geschichte des Friedhofs aufarbeiten und dokumentieren wollte. Die Ergebnisse wurde als Publikation und als Website veröffentlicht. Am 23. April 2019 wurde der Antrag für einen Eintrag in das Verzeichnis der Denkmäler der Woiwodschaft durch die Sozial-Kulturelle Gesellschaft der Deutschen im Oppelner Schlesien selbst beim Konservator der Woiwodschaft gestellt. Am 20. Mai 2020 wurde der Friedhof mit der Grünanlage, dem Zaun und der Grabkapelle schließlich in das Denkmalregister der Woiwodschaft Oppeln eingetragen.

## Bekannte Bestattete und Sammelgräber
- Friedrich Wilhelm Leopold Augustini (1770–1841), deutscher Politiker, Beamter und Oppelner Bürgermeister
- Max Glauer (1867–1935), deutscher Fotograf
- Elisabeth Grabowski (1864–1929), deutsche Schriftstellerin und Heimatkundlerin
- Jakob Friedrich von Holtzendorff (1741–1820), Generalleutnant
- Carl Heinrich Fabian Graf von Reichenbach (1778–1820), preußischer Verwaltungsjurist und Regierungspräsident von Oppeln (1816–1820)
- Bernhard Karl Ludwig Friedrich von Schöning (1787–1813)
- Caspar Wrzodek (1835–1907), Geistlicher Rat und Pfarrer von Oppeln

- Gefallene des preußisch-österreichischen Kriegs 1866; Denkmal in Form eines Obelisken von 1910
- französische Kriegsgefangene aus den Jahren 1870 und 1871 (1959 exhumiert und auf den Hauptfriedhof umgebettet)
- Britische Soldaten, die während der Zeit der Volksabstimmung in Oberschlesien ums Leben kamen